# Copa Governo do Estado de Sergipe 2003
In 2003 werd de eerste editie van de Copa Governo do Estado de Sergipe gespeeld voor voetbalclubs uit de Braziliaanse staat Sergipe. De nieuwe competitie werd georganiseerd door de FSF en werd gespeeld van 30 augustus tot 11 september. Confiança werd de winnaar en plaatste zich zo voor de Copa do Brasil 2004.  

## Overzicht
|  | halve finale | halve finale | halve finale | halve finale |  |           | finale | finale | finale | finale |
|  |              |              |              |              |  |           |        |        |        |        |
|  |              |              |              |              |  |           |        |        |        |        |
|  | Confiança    | 1            | 3            | 4            |  |           |        |        |        |        |
|  | Itabaiana    | 0            | 1            | 1            |  |           |        |        |        |        |
|  |              |              |              |              |  | Confiança | 1      | 2      | 3      |        |
|  |              |              |              |              |  | Sergipe   | 1      | 1      | 2      |        |
|  | Lagartense   | 0            | 0            | 0            |  |           |        |        |        |        |
|  | Sergipe      | 5            | 4            | 9            |  |           |        |        |        |        |

### Kampioen
| Campeonato Sergipano de 2017 - Série A2 |
| Sergipe                                 |
| --------------------------------------- |
| CONFIANÇA Kampioen (1° titel)           |